# 世田谷区立砧中学校
世田谷区立砧中学校（せたがやくりつきぬたちゅうがっこう）は、東京都世田谷区成城にある公立中学校。略称「砧中（きぬちゅう）」。

## 概要
1975年には足立区立第五中学校の40学級1699人に次いで東京都区部で2番目に学級数の多い36学級1480人となり、プレハブ校舎を継ぎ足して急場をしのいだ。このため世田谷区教育委員会が砧南小学校に隣接した14000平方メートルを1975年5月に買収、1977年に砧南中学校が設置された。
この一帯には喜多見古墳群が構成され、砧中学校古墳群として前方後円墳、円墳などが10基内外あったが砧中学校や東横学園小学校の学校建設のため破壊され現在1基が学校の敷地の一角に残るのみであるが、砧中学校は学校敷地内に古墳が存在する珍しい中学校となっている。古墳は全長67メートルで、多摩川流域では最大の前方後円墳である砧中学校7号古墳の本格調査が1980年7月11日より行われた。同古墳は1942年に学習院大学の史学グループが発掘していた。
砧中学校は、世田谷区立山野小学校、世田谷区立砧小学校、世田谷区立明正小学校の生徒の進学先である。

## 歴史
- 1947年（昭和22年） - 東京都世田谷区立砧中学校として開校。当初は世田谷区立砧小学校の教室を間借り、農林省所有地に1948年（昭和23年）移転した。
- 1949年（昭和24年）校歌制定、作詞:安藤一郎、作曲:清瀬保二
- 1958年（昭和33年） - 体育館落成。
- 1977年（昭和52年） - 世田谷区立砧南中学校が設置されたため216名が転出。
- 1979年（昭和54年）3月19日 - 卒業式当日午前2時頃、不審火で式場の木造モルタルの体育館約530平方メートル、プレハブ2階建て女子更衣室兼物置延べ約340平方メートル、木造平屋建て物置約27平方メートルの3棟が全焼、雑木林の枯れ草約200平方メートルが焼けた。当時は異常乾燥注意報が出ていた。卒業式は世田谷区立明正小学校で行われた[4]。警視庁捜査一課と成城警察署の捜査の結果、犯行当時同校2年生であった男子グループ7人のうち、3人が放火を実行したと断定され、3人が検挙された[5]。
- 1980年（昭和55年） - 重層体育館が完成。
- 1981年（昭和56年） - 世田谷区立喜多見中学校が設置されたため123名が転出した。

## 所在地
- 小田急小田原線成城学園前駅から徒歩10分
- 小田急・東急バス東京都市大付属中高前から徒歩2分
- 東京都市大付属小学校、東京都市大学付属中学校・高等学校、科学技術学園高等学校と隣接している。

## 出身者
- 後藤健二（ジャーナリスト）
- 滝川クリステル（フリーアナウンサー）
- 門脇麦（女優）
- 丸山祐市（サッカー選手）
- 松森彩夏（女子プロゴルファー）
- 黒沢咲（プロ雀士）
- 藤崎里菜
- 池田一耶（ドラコンプロ）

## その他
- 三角点 - 敷地内に「二等三角点 喜多見」がある。